# Lithobates fisheri
Lithobates fisheri är en groddjursart som först beskrevs av Leonhard Hess Stejneger 1893.  Lithobates fisheri ingår i släktet Lithobates och familjen egentliga grodor. IUCN kategoriserar arten globalt som utdöd. Inga underarter finns listade i Catalogue of Life.